# Col de Prat-Peyrot
Pour les articles homonymes, voir Peyrot.
Le col de Prat-Peyrot est un col du sud du Massif central qui se situe au centre des Cévennes, dans le parc national des Cévennes à une altitude de 1 411 m, à cheval sur les communes de Valleraugue, dans le département du Gard, et Meyrueis, dans le département de la Lozère.

## Accès
Le col de Prat-Peyrot est accessible depuis Florac (environ 36 km) par les D 996 et D 18, en passant par le col de Perjuret (1 030 m). On y accède aussi depuis Le Vigan (35 km) par la D 48 en passant par le col de la Sereyrède (1 299 m). C'est un passage obligé pour accéder au mont Aigoual (1 565 m).
Il est très fréquenté en été en raison de sa situation dans le massif du Mont Aigoual au cœur du parc national des Cévennes, région très touristique ; et en hiver puisque la station de ski de Prat Peyrot est située à 200 m du col.